# Premio Pulitzer 1946
Quella del 1946 fu la trentesima assegnazione dei Premi Pulitzer e vide la consegna di undici premi in quattordici categorie, otto relative al mondo del giornalismo e sei relative al mondo della letteratura, della drammaturgia e della musica.
In quest'edizione, la giuria fu composta da 16 membri, tra cui il presidente della Columbia University, Frank D. Fackenthal, e fu presieduta da Roy A. Roberts, caporedattore del The Kansas City Star.

## Giornalismo
- Pubblico servizio:

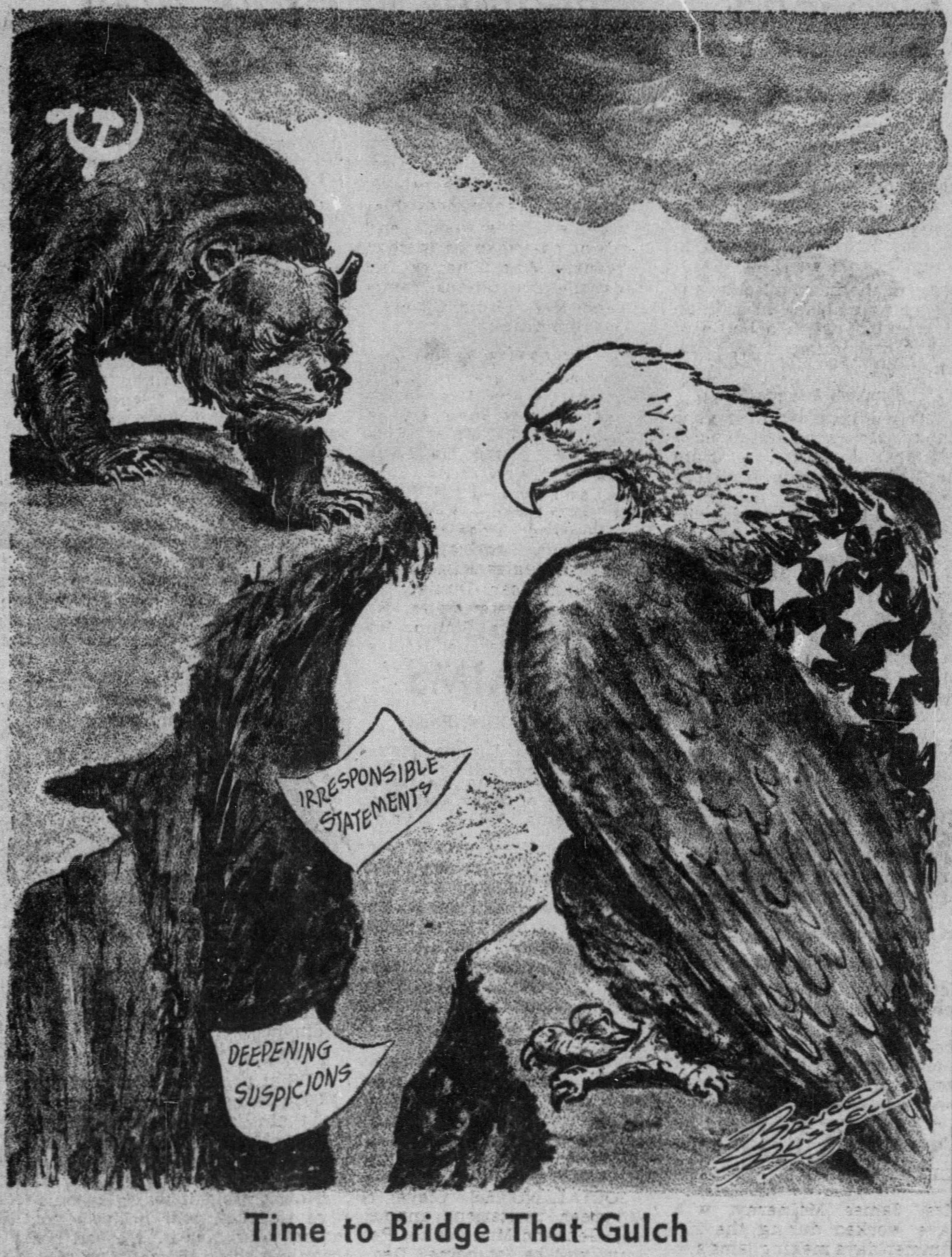
Time to Bridge That Gulch, vincitrice del Premio Pulitzer per la miglior vignetta editoriale

  - Scranton Times, per la sua quindicinnale indagine sulle operazioni giudiziarie della Corte distrettuale degli Stati Uniti per il distretto centrale della Pennsylvania, che ha portato alla rimozione del giudice distrettuale Albert W. Johnson e all'incriminazione di molti altri suoi membri.[2]
- Giornalismo:
  - William L. Laurence, del The New York Times, per il suo resoconto di testimone oculare del bombardamento atomico di Nagasaki e per i suoi successivi dieci articoli sullo sviluppo, la produzione e il significato della bomba atomica.
- Corrispondenza:
  - Arnaldo Cortesi, del The New York Times, per il suo encomiabile servizio di corrispondente durante l'anno 1945, come dimostrato dai suoi numerosi resoconti inviati dalla capitale argentina, Buenos Aires.
- Giornalismo telegrafico nazionale:
  - Edward A. Harris, del St. Louis Post-Dispatch, per i suoi articoli sulla situazione della Tidewater Oil che hanno contribuito all'opposizione nazionale alla nomina e alla conferma di Edwin W. Pauley come Sottosegretario della Marina.
- Giornalismo telegrafico internazionale:
  - Homer Bigart, del New York Herald Tribune, per i suoi encomiabili resoconti dal teatro di guerra del Pacifico inviati nell'anno 1945.
- Editoriale:
  - Hodding Carter, del The Delta Democrat-Times, per una serie di editoriali, esemplificata da Go for Broke, sul tema dell'intolleranza razziale, religiosa ed economica, pubblicata durante l'anno 1945.
- Vignetta editoriale:
  - Bruce Alexander Russell, del Los Angeles Times, per la vignetta intitolata Time to Bridge That Gulch.
- Fotografia:
  - Non assegnato poiché il premio assegnato del 1945 aveva in realtà già premiato una fotografia scattata nel 1945, ossia Raising the Flag on Iwo Jima.

## Letteratura, drammaturgia e musica
- Romanzo:
  - Non assegnato.
- Drammaturgia:
  - State of the Union, di Russel Crouse e Howard Lindsay (Random)
- Storia:
  - The Age of Jackson, di Arthur Schlesinger, Jr. (Little).
- Biografie o Autobiografie:
  - Son of the Wilderness, di Linnie Marsh Wolfe (Knopf).
- Poesia:
  - Non assegnato.
- Musica:
  - Canticle of the Sun, di Leo Sowerby (H. W. Gray).